# Байрамов, Эльдост Алиовсат оглы
Эльдост Алиовсат оглы Байрамов (род. 25 января 1947, Чол Араб, Кюрдамирский район) — азербайджанский диктор. Народный артист Азербайджана (2016).

## Биография
Родился 25 января 1947 года в селе Чёльараб Кюрдамирского района. Окончив среднюю школу, начал трудовую деятельность в региональном управлении транспорта. В 1965 году поступил на исторический факультет Азербайджанского государственного педагогического института имени В. И. Ленина. В то же время посещал актёрские курсы, организованные режиссёром Адилем Искендеровым.
По окончании института получил направление на работу учителем истории в среднюю школу села Ильхычы Ахсуинского района, где проработав несколько месяцев, отправился на военную службу в армию. Вернувшись из армии, устроился методистом во Дворец пионеров и школьников имени Ю. Гагарина Октябрьского района города Баку.
С 1 апреля 1972 года — диктор Азербайджанского радио. Обладает приятным и узнаваемым тембром голоса. Полюбился слушателям характерным художественным чтением литературных произведений. Записи произведений в исполнении Байрамова хранятся в Золотом фонде Азербайджанского телевидения и радио. 
Автор и ведущий цикла радиопередач, преимущественного художественного характера, среди которых передачи редакции народного творчества Азербайджанского радио — «İlmə», «Xeyirə qənşər», «Qərib axşamlar», «Obalardan-babalardan», «Şirvan şikəstəsi», «Sarıtel» и другие.

## Фильмография
1. «Пчела» (2000)
2. «Панах Халилов» (2001)
3. «Жизнь, проходящая сквозь пламя» (2005)
4. «Зангезурский орёл» (2012)
5. «Художник, живущий со временем. Джахангир Зейналов» (2016)

## Награды
- Заслуженный артист Азербайджана (4 ноября 2006)[2]
- Народный артист Азербайджана (7 ноября 2016)[1][3]
- Медаль «Прогресс» (4 ноября 2008)[4]
- Премия им. Джафара Джаббарлы (2016)[5][6]